# Jack Rose (Autor)
Jack Rose (* 4. November 1911 in Warschau, Generalgouvernement Warschau, Russisches Kaiserreich; † 21. Oktober 1995 in Los Angeles, Kalifornien) war ein US-amerikanischer Drehbuchautor russisch-polnischer Herkunft.

## Leben
Jack Rose begann seine Karriere als Witzeschreiber für Milton Berle und Bob Hope. 1943 schrieb er sein erstes Drehbuch. Bekannt sind „seine“ Filme Hausboot und General Pfeifendeckel, bei denen er sowohl als Drehbuchautor wie auch als Produzent tätig war.
Als Produzent war von Mitte der 1950er Jahre bis Ende der 1960er Jahre an zehn Film- und Fernsehproduktionen beteiligt. Sein Schaffen als Drehbuchautor umfasst mehr als 30 Arbeiten. 
Drei Mal war er für den Oscar nominiert, zwei Mal wurde er von der Writers Guild of America ausgezeichnet, 1984 erhielt er für sein Gesamtwerk den WGA Laurel Award.

## Filmografie (Auswahl)
- 1947: Detektiv mit kleinen Fehlern (My Favorite Brunette)
- 1947: Der Weg nach Rio (Road to Rio)
- 1949: Der besiegte Geizhals (Sorrowful Jones)
- 1949: Der große Liebhaber (The Great Lover)
- 1949: Tritt ab, wenn sie lachen (Always Leave Them Laughing)
- 1950: The Daughter of Rosie O’Grady
- 1950: Lach und wein mit mir (Riding High)
- 1951: In all meinen Träumen bist Du (I’ll See You in My Dreams)
- 1951: Romanze mit Hindernissen (On Moonlight Bay)
- 1952: April in Paris
- 1952: Vater werden ist nicht schwer (Room for One More)
- 1953: Ärger auf der ganzen Linie (Trouble Along the Way)
- 1954: Der sympathische Hochstapler (Living It Up)
- 1955: Komödiantenkinder (The Seven Little Foys)
- 1958: Hausboot (Houseboat)
- 1959: Fünf Pennies (The Five Pennies)
- 1960: Es begann in Neapel (It Started in Naples)
- 1962: Immer nur deinetwegen (Who’s Got the Action?)
- 1963: Papa’s Delicate Condition
- 1969: A Talent for Loving
- 1973: Mann, bist du Klasse! (A Touch of Class)
- 1976: Wer schluckt schon gerne blaue Bohnen? (The Duchess and the Dirtwater Fox)
- 1979: Ein irres Paar (Lost and Found)
- 1981: Die große Muppet-Sause (The Great Muppet Caper)

## Auszeichnungen
Rose wurde mehrmals für den Oscar nominiert:
- 1956: Komödiantenkinder (zusammen mit Melville Shavelson)
- 1959: Hausboot (zusammen mit Melville Shavelson)
- 1974: Mann, bist du Klasse! (zusammen mit Melvin Frank)
- 1981: Die große Muppet-Sause